# Chlorophorus trifasciatus

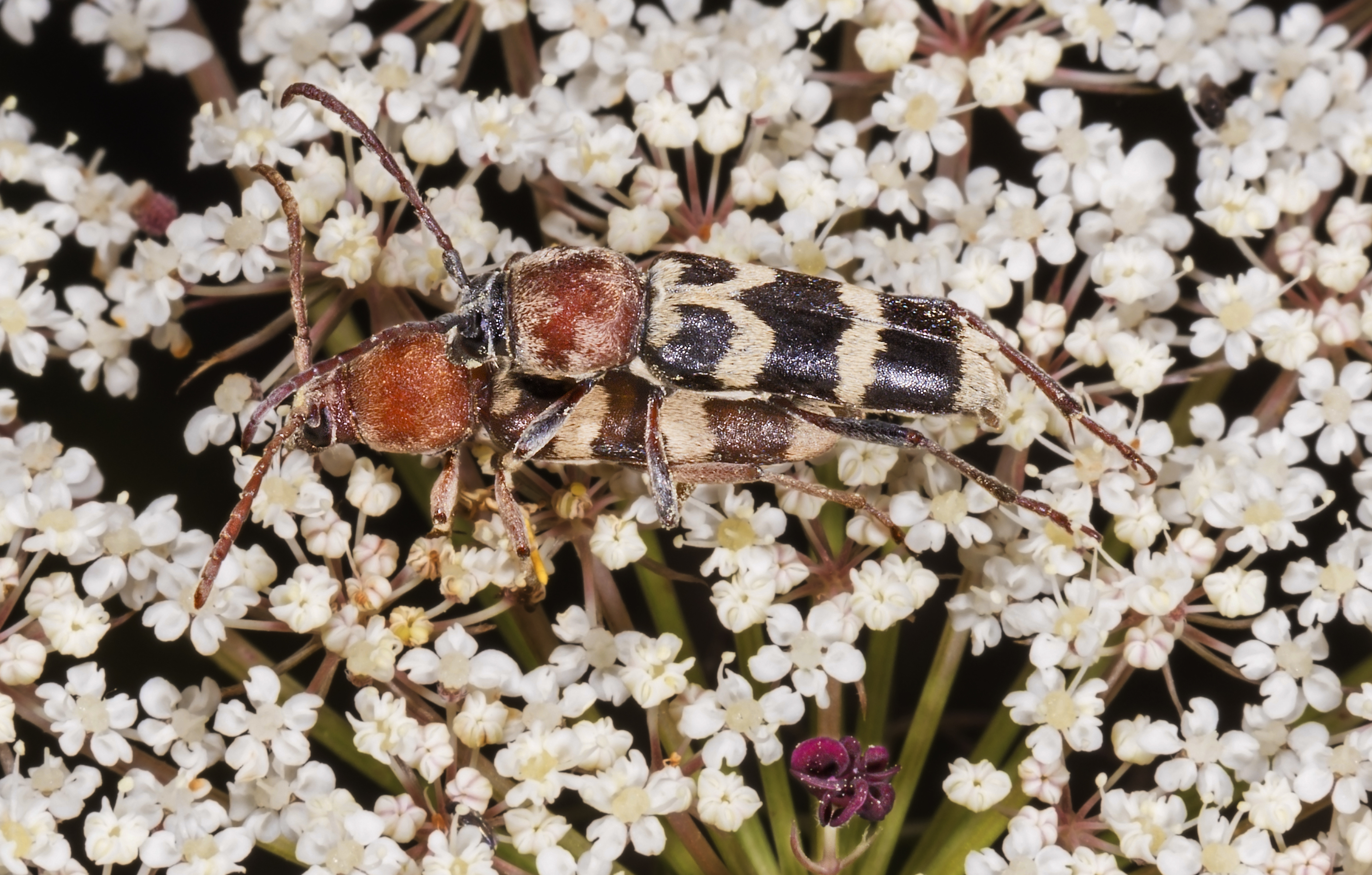

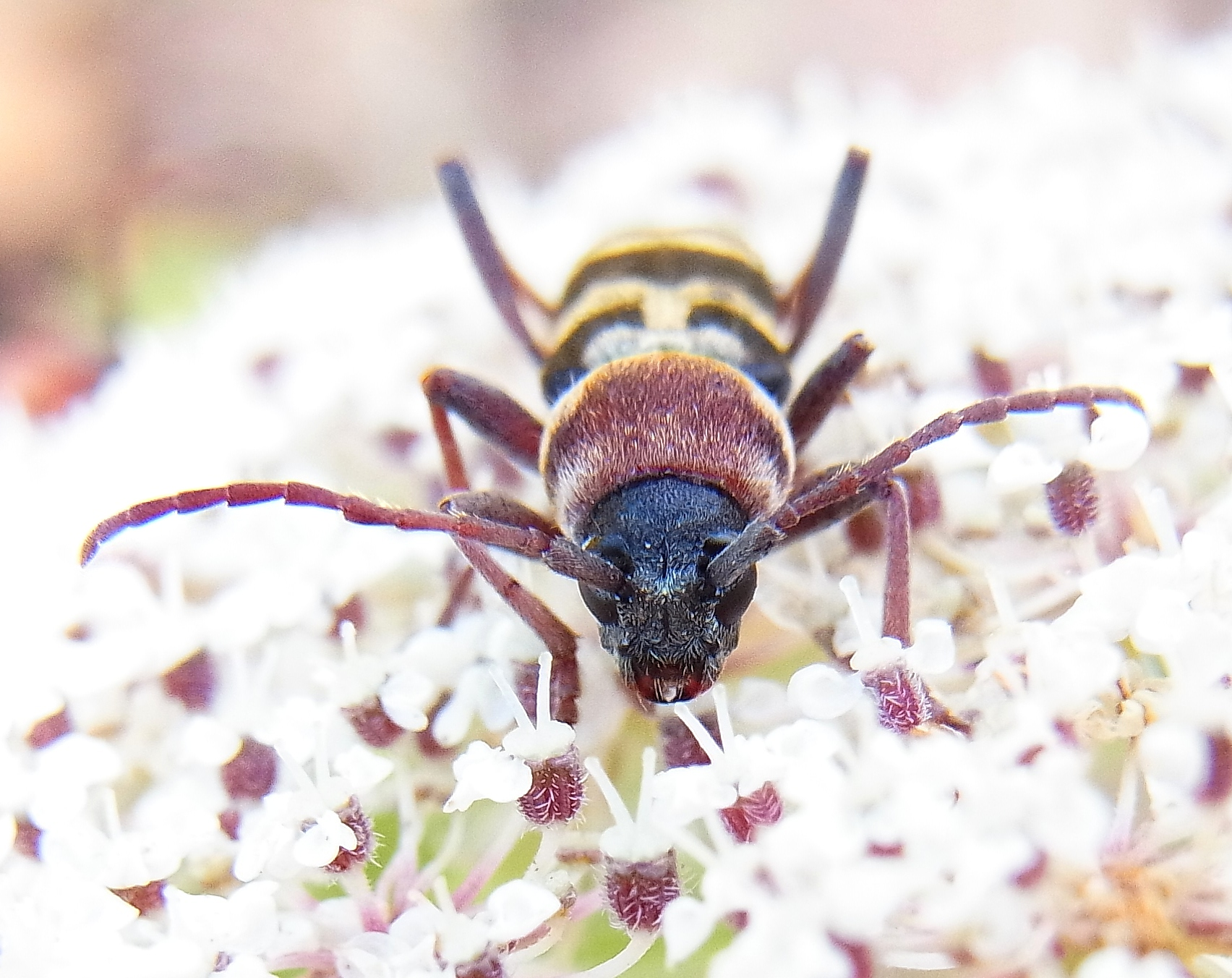

Chlorophorus trifasciatus ist ein Widderbock aus der Familie der Bockkäfer.

## Beschreibung
Der Käfer wird 6 bis 12 mm groß. Wie die meisten Widderböcke ist er auffällig gefärbt. Der Kopf ist schwarz, manchmal aber auch rot. Der annähernd kugelförmige, rötliche Halsschild trägt eine weiße, haarförmige Beschuppung. Auf den schwarzen Flügeldecken befinden sich drei breite, weiße Binden.

## Vorkommen
Die Art lebt in Süd- und Südosteuropa, darüber hinaus in der Türkei und im Nahen Osten. Auch in der südlichen Schweiz kommt sie vor.

## Lebensweise
Die Larven entwickeln sich im Laufe von zwei Jahren in den Stängeln oder Wurzeln von verschiedenen Schmetterlingsblütlern, insbesondere Hauhecheln. Die Käfer fliegen von Mai bis Juli und sind oft auf Blüten zu finden.